# Canadian (Texas)
Pour les articles homonymes, voir Canadian.
La ville de Canadian est le siège du comté de Hemphill, dans l’État du Texas, aux États-Unis. Lors du recensement de 2010, elle comptait 2 649 habitants.

## Source
- (en) Cet article est partiellement ou en totalité issu de l’article de Wikipédia en anglais intitulé « Canadian, Texas » (voir la liste des auteurs).